# スティーブ・ジョブズ (2013年の映画)
『スティーブ・ジョブズ』（原題: Jobs）は、1971年から2011年までのスティーブ・ジョブズを描いた2013年のアメリカ合衆国の伝記・ドラマ映画である。監督はジョシュア・マイケル・スターン、脚本はマット・ホワイトレイである。アシュトン・カッチャーがジョブズ、ジョシュ・ギャッドがApple Computer共同設立者のスティーブ・ウォズニアックを演じる。
2013年サンダンス映画祭でクロージング作品として上映された。アメリカでは同年8月16日から一般公開されている。

## あらすじ
2001年にアップルのCEOスティーブ・ジョブズは『iPod』を発表した。スティーブは1974年に大学を退学した後も無料で授業を受け続け、東洋の思想を求めてインドを旅してLSDを摂取し、将来を模索していた。
1976年にスティーブはアタリ社でゲーム機の開発に携わるが、優秀だが他人と協調することが不得手なことから自由を求め、友人のウォズとアップルコンピュータを立ち上げた。自宅のガレージで家庭用コンピュータの製造を開始するスティーブたちに、少しずつ仲間が増えたが、スティーブの協調性は相変わらず不得手で、恋人のクリス＝アンが妊娠しても責任を取ろうとしなかった。
パーソナル・コンピュータ『Apple II』で、アップルは一世を風靡して急成長を遂げるが、スティーブの独断は加速した。1984年に華々しくMacintoshの発売を宣言したが、開発の遅れや他社の類似品で業績は悪化し、最初の仲間ウォズまでがアップルを去って行った。
1985年にアップルを追われて結婚して妻子と暮らしていたスティーブは、11年後の1996年に顧問としてアップルに復帰した。翌年に暫定CEOへ就任したスティーブは、古参の重役たちを解雇し、最悪の状態にあるアップルを新しく率い始めた。
ジョブズが復帰し、2012年09月にアップルの株式時価総額が世界一になったことを字幕で表して終わる。

## キャスト
※括弧内は日本語吹替
- スティーブ・ジョブズ - アシュトン・カッチャー（小野大輔）
- スティーブ・ウォズニアック - ジョシュ・ギャッド（高木渉）
- ジュリー - アマンダ・クルー
- マイク・マークラ - ダーモット・マローニー（伊藤和晃）
- ジョン・スカリー - マシュー・モディーン（津田英三）
- アーサー・ロック - J・K・シモンズ（小島敏彦）
- ダニエル・コッケ（英語版） - ルーカス・ハース（鈴木佑治）
- ビル・フェルナンデス - ヴィクター・ラサック
- クリス・エスピノサ（英語版） - エディ・ハッセル
- ロッド・ホルト - ロン・エルダード
- アル・アルコーン - デヴィッド・デンマン
- クリス＝アン・ブレナン - アーナ・オライリー
- ポール・ジョブズ - ジョン・ゲッツ
- クララ・ジョブズ - レスリー・アン・ウォーレン（川島悠美）
- ビル・アトキンソン - ネルソン・フランクリン（英語版）
- アンディ・ハーツフェルド - エルデン・ヘンソン
- バレル・スミス（英語版） - レニー・ジェイコブソン
- ギル・アメリオ - ケヴィン・ダン
- ジャック・ダッドマン - ジェームズ・ウッズ
- ポール・テレル（英語版） - ブラッド・ウィリアム・ヘンケ
- ジョナサン・アイブ - ジャイルズ・マッシー
- リサ・ジョブズ（英語版） - アニカ・バーティー
- ローレン・ジョブズ - アビー・ブラメル（英語版）

## 評価

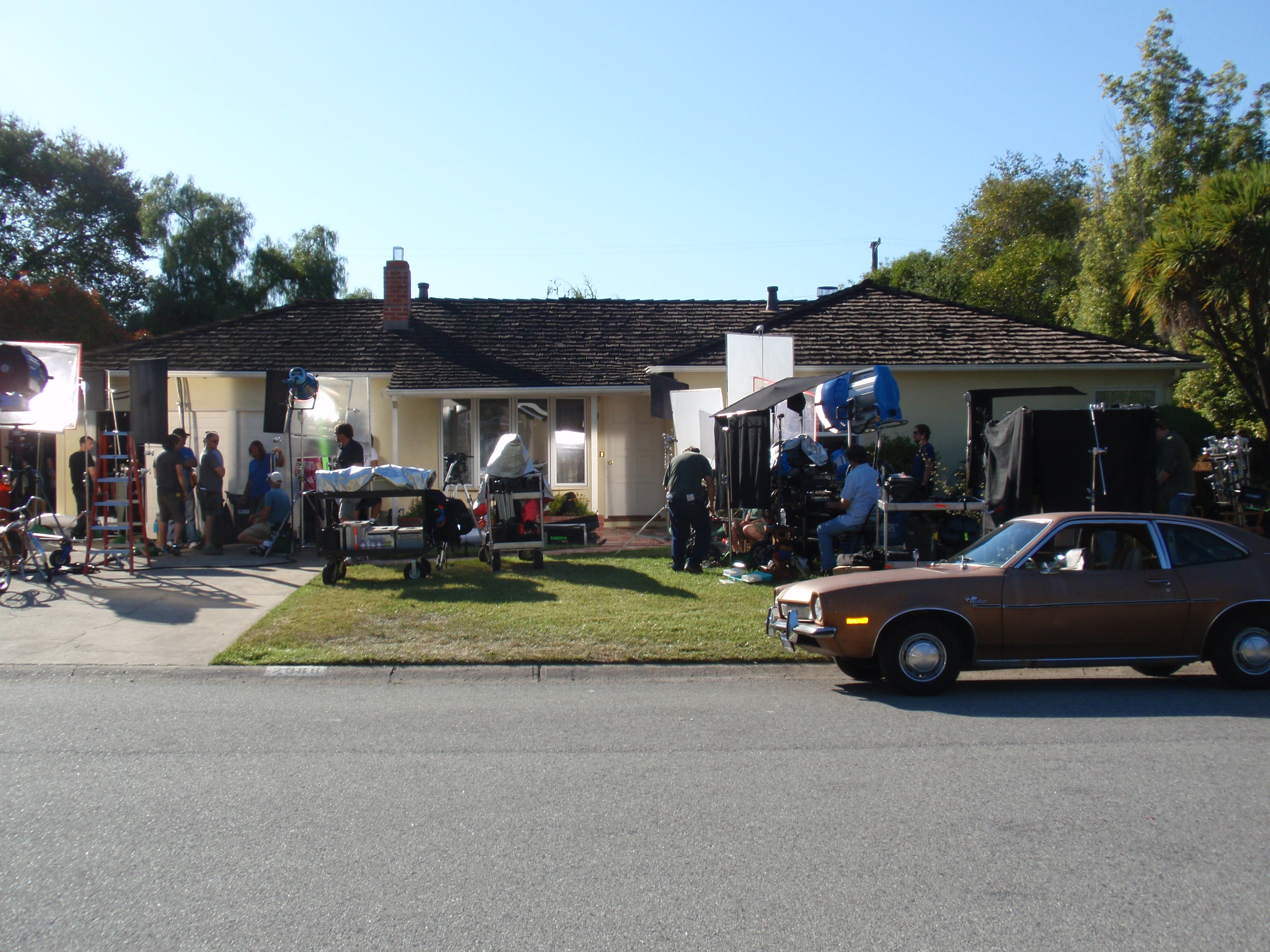
スティーブ・ジョブズが幼少時代を過ごしたロスアルトスの家での撮影。

2013年6月30日時点でRotten Tomatoesでは7件のレビューで支持率は43%となっている。Metacriticでは4件のレビューで加重平均値は47/100となっている。